# Potamot crépu
Potamogeton crispus
Espèce
Statut de conservation UICN

LC : Préoccupation mineure
Le potamot crépu, ou potamot crispé (Potamogeton crispus), est une espèce de plantes à fleurs de la famille des Potamogetonaceae. C'est une plante aquatique originaire de l’Eurasie, mais s’est propagée à ce jour en Afrique, en Australie ainsi qu’en Amérique du Nord. Puisqu’elle est maintenant établie hors de son aire de répartition originelle, elle considérée à plusieurs endroits comme une plante exotique envahissante problématique.

## Morphologie
Le potamot crépu est une plante aquatique submergée et enracinée au sol poussant jusqu’à 4 mètres de profondeur,.

### Feuilles

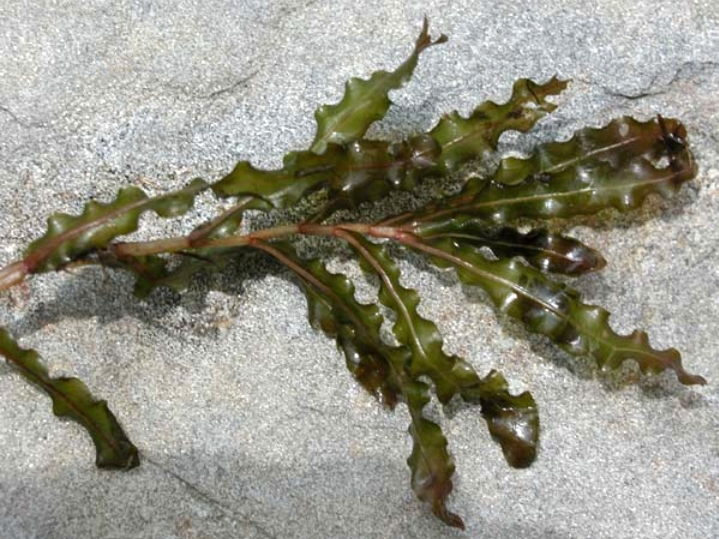
Photo montrant les feuilles d'un plant de potamot crépu (Potamogeton crispus L).

Les feuilles sont sessiles, alternes, de formes linéaires à oblongues et se terminent par des bouts arrondis. Les dimensions de celles-ci sont de 0,75 à 1,5 cm de large et de 3 à 8 cm de long. Les marges des feuilles possèdent une dentelure fine et serrée,.
En Amérique du Nord, deux types de feuilles peuvent être observées selon la saison. Au printemps, les feuilles sont plutôt vert foncé à brun-rouge et ont une texture plutôt rigide. En hiver, les feuilles sont vertes et peuvent même avoir une teinte bleutée. Durant cette saison, elles sont aussi plus molles et flexibles, les dents sont moins apparentes et la nervure centrale est moins proéminente.
Les stipules sont des structures situées à la base des feuilles mesurant de 0.5 à 1,0 cm de long.

### Tiges
Les tiges sont simples ou légèrement ramifiées. Leur diamètre est de 0,5 à 2,0 mm.

### Fleurs
Les inflorescences sont souvent terminales. Les fleurs possèdent 4 lobes et ont une symétrie radiale. Elles sont disposées sur des épis d’une longueur de 1 à 3 cm.

### Fruits
Les fruits sont sessiles, d’une couleur brun rougeâtre. Ceux-ci mesurent environ 6 mm de long et 2,5 mm de large et ne possèdent qu’une seule graine. Une excroissance en forme de bec mesurant de 1 à 3 mm se trouve au bout du fruit. Un plant peut produire jusqu’à 960 graines lors d’une saison.

### Turions
La plante produit des hibernacles nommés turions. Ceux-ci sont des structures permettant la reproduction végétative. Ils sont situés sur un apex de la plante au nombre de 5 ou 7. Ils sont d’abord de couleur verte et ensuite deviennent bruns ou noirs lorsque matures. Puisqu’ils sont plus denses que l’eau, lorsque le plant se décompose à la fin de l’été, les turions coulent jusqu’au fond de l’eau. Au printemps, chacun des turions peut donner naissance à un nouveau plant. Puis, un apex peut produire jusqu’à 900 turions lors d’une saison.

## Génétique et taxonomie
Des études effectuées en Europe et en Asie rapportent que le potamot crépu peut compter 2n= 36, 42, 50, 72 ou 78 chromosomes. On y retrouve le plus souvent 52 chromosomes.
Selon divers auteurs, il existerait plusieurs variétés de l’espèce. La variété dite typique est P. crispus var. serrulatus. Les autres variétés seraient :
- var. macrorhynchus
- var. najadoides
- var. acutifolius
- var. obtusifolius
- var. cornutus
- var. sinatus
- var. najadoides
- var. planifollas
- var. alatus

Cependant, certains auteurs ne mentionnent aucune variété autre que la variété de base. Même que certains chercheurs mentionnent qu’il pourrait s’agir en fait de différents caractères appartenant à la même espèce de base variant selon la saison.
Quelques hybrides de P. crispus ont été rapportés dans la littérature, soit le croisement de P. crispus avec les espèces suivantes : Potamogeton perfoliatus, Potamogeton obtusifolius, Potamogeton alpinus, Potamogeton bennetti, Potamogeton polygonifolius et Potamogeton lintonii.

## Cycle de vie
Le potamot crépu possède un cycle de vie inhabituel. Il se comporte comme une plante bisannuelle par la production d’hibernacles nommés turions. Ces structures sont formées à la fin du printemps et atteignent leur plein développement à la fin juin. Toutefois, leur germination débute qu’à la fin de l’été ou au début de l’automne lorsque l’eau commence à refroidir. Ces hibernacles coulent au fond de l’eau à la fin de l’été lorsque le feuillage d’été se désintègre.  À ce moment, ces bourgeons donnent naissance à des plantes caractérisées par des feuilles étroites, pointues et aux marges lisses. Durant l’hiver, la plante est sous cette forme dans un état de dormance. Cependant, même sous la couche de glace et de neige, celle-ci reste active au niveau de la photosynthèse. Au printemps, le feuillage hivernal se désintègre pour être remplacé par un nouveau type de feuillage caractéristique de l’été. Les feuilles sont plus grandes et possèdent des extrémités plus arrondies. De plus, le rebord des feuilles sont dentelées et ondulées,.
Généralement, la production des fleurs s’effectue d’avril à juin. À la suite de cela, les fruits sont produits. Toutefois, les graines des fruits ne contribuent pas de manière considérable à sa reproduction puisque celle-ci est presque exclusivement végétative grâce aux turions. D’ailleurs, un plant produit en moyenne plus de turions que de graines lors d’une saison.

## Métabolisme
Le taux de photosynthèse maximal ayant été mesuré pour le potamot crépu est de 4,50 L O2 / (mg ∙ h sec) à 30˚C. Normalement, le dioxyde de carbone (CO2) est la source de carbone métabolisé par la plante. Toutefois, le bicarbonate pourrait aussi être assimilé de manière significative en condition alcaline.
Il peut tolérer une alcalinité de l’eau allant de 14,6 à 207,5 mg HCO−3/L. D’autres études ont mesuré les caractéristiques de l’eau où on retrouve le potamot crépu. Entre autres, la conductivité de l’eau était relativement élevée avec une moyenne de 400 microhoms/cm3. La quantité en nitrate de l’eau allait de 2,0 à 24,0 m/L. La concentration de phosphate se trouvait entre 0,2 à 1,12 mg/L. Puis, le pH de l’eau était de 6,7 à 9,8. Puisque P. crispus tolère bien les lacs eutrophes, il peut être soumis à de grandes concentrations de NH4+. Il a été démontré qu’une concentration de 1 mg de ce composé dans un litre d’eau causait un stress physiologique sur la plante. Les effets négatifs étaient d’autant plus importants lorsque la luminosité était faible.

## Écologie
L’aire de répartition répandue du potamot crépu montre que celui-ci peut tolérer une grande variété de milieux et de climats. On peut le retrouver dans les estuaires, les lacs, les rivières, les étangs et même les fossés. Le substrat favorable à P. crispus est lui aussi variable, pouvant aller du sable fin à de la boue limoneuse.
Le potamot crépu peut tolérer des températures basses, pouvant aller jusqu’à 1˚C. Il peut aussi tolérer des intensités lumineuses très faibles, jusqu’à moins d’un % du rayonnement à la surface de l’eau. Des études effectuées en laboratoire et sur le terrain ont observé qu’une intensité lumineuse plus faible produit des plantes plus grandes et ayant moins de tiges par propagule comparativement aux plantes cultivées à une intensité lumineuse plus forte. De plus grandes tiges permettent d'être plus près de la surface et ainsi d'avoir accès à plus de lumière pour effectuer la photosynthèse. Cette caractéristique de croissance peut permettre au P. crispus d’occuper des eaux plus profondes et moins transparentes que celles où peuvent croître d’autres plantes aquatiques. Grâce à sa reproduction végétative, le potamot crépu peut survivre même lorsque la surface de l’eau est recouverte par 50 cm de glace ou par 12,5 cm de neige.
Le potamot crépu croît généralement dans des eaux ayant une teneur élevée en nutriments, turbides, alcalines et/ou calcaires. De plus, il peut tolérer des eaux saumâtres et polluées. Il peut même être considéré comme une espèce indicatrice de l’eutrophisation des lacs. Cependant, il se retrouve aussi dans des lacs oligotrophes.
On peut retrouver P. crispus dans des communautés de plantes avec notamment les espèces Potamogeton pectinatus, Vallisneria americana, Myriophyllum spicatum et Ceratophyllum demersum. Plus d’une trentaine d’espèces ont été rapportées  comme étant associées avec P. crispus, incluant plusieurs autres espèces de potamots. Pour ce qui est des espèces animales, le potamot crépu est l’hôte de plusieurs invertébrés, surtout de la famille des chironomidés.

## Répartition
On peut retrouver le potamot crépu dans plusieurs pays d’Asie et de l'Europe. Puisque cette espèce est native de ces régions, sa présence n'y est pas néfaste. Il se trouve aussi dans quelques pays d’Afrique, soit l’Égypte, l’Éthiopie, l’Afrique du Sud et le Soudan.
Comme la plante a été introduite en Amérique du Nord, on la trouve au Canada (Alberta, Colombie-Britannique, Ontario, Québec, Saskatchewan), au Mexique et dans presque tous les états des États-Unis. La plante a aussi été identifié au Costa Rica, en Amérique centrale.
Aux États-Unis, la première mention du potamot crépu remonte à 1841 ou 1842 à Philadelphie dans l’État de Pennsylvanie. Dans les années 1800, il a aussi été reporté dans l’État du Delaware. Présentement, on retrouve P. crispus surtout dans l’ouest du Massachusetts et du Connecticut, dans la vallée de la rivière Delaware, une grande portion de la Pennsylvanie, New York, Ohio, dans le sud du Michigan, dans le nord de l’Indiana, le nord de l’Illinois et dans le sud du Wisconsin. On le retrouve aussi, mais en plus petite quantité dans le nord du Michigan, Minnesota, Iowa, Missouri et dans les montagnes de lest du Kentucky, Virginie de l’ouest et Virginie.
Au Canada, la présence de P. crispus a été rapporté la première fois en 1891 à Ashbridges en Ontario. Plus particulièrement au Québec, sa présence a été mentionnée pour la première fois en 1933 à l’île Sainte-Thérèse. Sa présence a été rapportée dans les 5 grands lacs.
La propagation du potamot crépu hors de son aire de répartition originale est probablement associée au domaine de la pisciculture.

## Espèce envahissante
Le potamot crépu est considéré comme nocive et comme plante envahissante dans plusieurs régions pour diverses raisons. D’abord, il peut être une menace pour les plantes aquatiques indigènes. En créant un tapis dense, il est capable de remplacer ces dernières jusqu’à former une monoculture dans certains cas, par exemple dans certains lacs du midwest des États-Unis. D’autre part, vu la densité des colonies formées par P. crispus, il peut aussi influencer la pratique d'activités récréatives. Sa présence en  peut aussi réduire le brassage de l’eau d’un lac et ainsi causé une stratification qui n’aurait pas été présente autrement.
La propriété envahissante du potamot crépu provient de plusieurs de ses caractéristiques. Sa croissance rapide au début du printemps semble lui permettre de devenir dominant à un moment ou d’autres espèces végétales sont encore en dormance. De plus, sa facilité et son efficacité de dispersion est explicable par la rapidité de son cycle de reproduction et surtout par sa capacité à effectuer la reproduction végétative grâce à la production de turions. Ceci ainsi que sa tolérance aux eaux polluées lui permet d’éviter la concurrence.
Vu son caractère invasif, la vente du potamot crépu comme plante aquatique ornementale est même prohibée à certains endroits, notamment au Minnesota, aux États-Unis. Malgré cette interdiction, il est tout de même possible d’en acheter chez certains vendeurs. De plus, certaines plantes exotiques envahissantes, incluant le potamot crépu, peuvent se retrouver dans les commandes par erreur.

### Québec
Au Québec, le potamot crépu est classé comme plante envahissante selon le Ministère de l’environnement et de lutte contre les changements climatiques du Québec (MELCC) ainsi que le conseil québécois des espèces envahissantes. La présence de la plante dans les lacs du Québec remontrait aux années 1950. Elle serait répartie plutôt dans le sud-ouest du Québec. Toutefois, en raison d'un manque d’information, il est difficile d’établir sa répartition de manière claire et précise. Néanmoins, des programmes de sensibilisation sont mis sur pied. Notamment, le MELCC a mis sur pied la plateforme SENTINELLE permettant aux citoyens et professionnels de répertorier les endroits où les espèces, animales ou végétales, envahissantes ont été identifiées.

## Techniques de contrôle
Certaines techniques de contrôle ont été testées contre cette espèce.

### Herbicides
L’utilisation d’herbicides est l’une des stratégies qui a été testée. Par exemple, des chercheurs du Minnesota ont testé des solutions contenant 0,75 à 1,00 mg d’ingrédients actifs ou de fluridone sur une durée de 5 ans. Les traitements se sont avérés efficaces, surtout lors des 2 ou 3 premières années. La production de turion était diminuée, la fréquence et la biomasse des plants étaient réduits et l’abondance des turions dans les sédiments aussi. L’utilisation d’herbicides peut toutefois avoir des impacts sur des organismes autres que la plante cible.
Un autre herbicide utilisé contre le potamot crépu est le sel de dipotassium[Quoi ?], un herbicide de contact. Celui s’est avéré efficace sur le potamot crépu à une concentration de 0,5 à 1,0 mg/L.

### Dragage
Une autre technique utilisé pour contrôler les plantes aquatiques envahissantes qui sont enracinées au substrat consiste à racler le fond du lac afin de déloger les racines des plantes nocives. Ceci est effectuer avec une machine qui pompe le fond de l’étendue d’eau. La boue de sédiment est ensuite déplacée dans un autre bassin. Puis, le surnageant est retourné dans l’étendue d’eau.
Cette technique connaît un succès variable selon les situations. D’ailleurs, cette technique a été testée au lac Collins dans l’État de New York aux États-Unis. Le potamot crépu avait établi une monoculture dans environ 60 % du lac. Le fond du lac a été racler à 3,3 mètres de profondeur. Ceci a permis de réduire par un facteur de 1000 la densité du potamot. D’autre part, une étude a effectué un suivi sur ce lac 10 ans plus tard le raclage. Celle-ci noté que la densité des dans les endroits où il avait eu du raclage était de 16 par mètre carré comparativement à 168 par mètre carré pour les endroits où il n’en avait pas eu.
Cette technique permet non seulement d’enlever les plantes nuisibles, mais aussi les nutriments contenus dans le substrat qui lui permettent de croître. Toutefois, la quantité de nutriments enlevé n’est pas toujours considérable. De plus, il peut s’agir d’une technique coûteuse.

### Lutte biologique
Une technique disponible pour contrôler une espèce envahissante est la lutte biologique. Ceci consister à introduire une autre espèce qui est un ennemi naturel de la première. Ainsi, la population de l’espèce envahissante peut être réduite et contrôlée. Cette technique a déjà été utilisée pour d’autres plantes aquatiques avec des niveaux de succès variables. Dans la littérature, aucune mention n’est fait d’une espèce potentielle pour contrôler le potamot crépu, mais cette solution pourrait être envisager éventuellement.

## Ennemis naturels
Le canard colvert est considéré comme ennemi naturel du potamot crépu puisqu’il se nourrit de ses graines. La carpe du roseau et le poisson d’argent (Spinibarbus denticulatus) sont deux espèces de poissons se nourrissant des feuilles de la plante. Les champignons Fusarium crookwellense et Papulaspora aspera affectent eux aussi la plante.

## Usages
Malgré le fait qu'elle soit souvent catégorisée comme étant nuisible, cette espèce possède aussi des utilités. D’abord, puisqu’elle est tolérante aux eaux polluées, elle peut être utile pour le traitement des eaux usées. Ce qui peut entraîner une baisse de coûts reliés à l’utilisation d’agents chimiques.
Ensuite, le potamot crépu contient une bonne quantité de caroténoïdes. Ces composés sont souvent utilisés en médecine et dans l'industrie cosmétique pour leurs propriétés anti-oxydante, de régulation de l'immunité et de ralentissement de la propagation de tumeur. Le domaine de l'alimentation utilise aussi les caroténoïdes comme colorants et antioxydants.
Au niveau environnemental, P. crispus peut jouer un rôle dans l'auto-purification d'un plan d'eau. Les colonies peuvent aider à sédiment la boue et le sable en suspension lors de l'hiver. Encore grâce à sa tolérance aux milieux perturbés et pollués, cette espèce peut être utile dans des projets de restauration et de revégétalisation.